# Rio Maú
O rio Maú é um curso-d'água brasileiro que flui a nordeste do estado de Roraima e serve de divisor natural de parte da fronteira Brasil–Guiana. Nasce na serra de Pacaraíma, no sopé do monte Caburaí, ponto mais setentrional do Brasil, correndo para o sul em direção ao rio Tacutu, afluente do Rio Branco. Este último deságua no Negro, que deságua no Amazonas. 
No Maú se encontram as cachoeiras de Orinduque.
Etimologicamente, acredita-se que a palavra Maú venha do termo da língua aruaque Mahu, que é como é conhecida pelos indígenas da região a planta Sterculia pruriens, uma malvácea abundante na Amazônia. Outra explicação sugere que Maú venha de Mehru, que significa "queda", enquanto Ireng se traduza por "rio", daí "rio das cataratas".